# Benjamin Lay
Benjamin Lay (né le 26 janvier 1682 à Colchester en Angleterre et mort le 3 février 1759 à Abington en Pennsylvanie) est un philanthrope, abolitionniste et quaker anglais puis américain. Il est « un végétarien militant, féministe, abolitionniste, et opposé à la peine de mort ».

## Biographie
Benjamin Lay naît en 1682 à Colchester en Angleterre. Il y suit un apprentissage pour devenir gantier, avant de travailler comme marin.
En 1710, il émigre à Barbade et s'y installe comme commerçant avec son épouse Sarah, mais ses opinions sur l'esclavage nourries par son radicalisme quaker sont insupportables pour les habitants. Il se rend alors à Abington, Comté de Montgomery en Pennsylvanie. Il sera à Abington l'un des premiers et des plus ardents opposants à l'esclavage.
Benjamin Lay est de petite taille (environ 1,40 mètre) et porte des vêtements qu'il a faits lui-même. Il est bossu avec une poitrine proéminente, et ses bras sont presque aussi longs que ses jambes. Il est végétarien, et boit uniquement du lait et de l'eau. Il ne porte aucun habit et ne mange aucun aliment qui implique la mort d'un animal ou qui soit le produit de l'esclavage à quelque degré que ce soit ; on dirait de nos jours qu'il pratique le veganisme.
Il est célèbre moins pour ses excentricités que pour son attitude philanthropique. Il écrit plus de 200 brochures, dont la plupart sont des réquisitoires passionnés contre les institutions sociales de son temps, en particulier l'esclavage, la peine de mort, le système carcéral et la riche élite quaker de Pennsylvanie.
À plusieurs reprises il exprime de manière spectaculaire son opposition à l'esclavage. Une fois il kidnappa temporairement l'enfant d'un couple de propriétaires d'esclaves pour leur montrer ce que ressentaient les Africains quand les leurs étaient vendus.

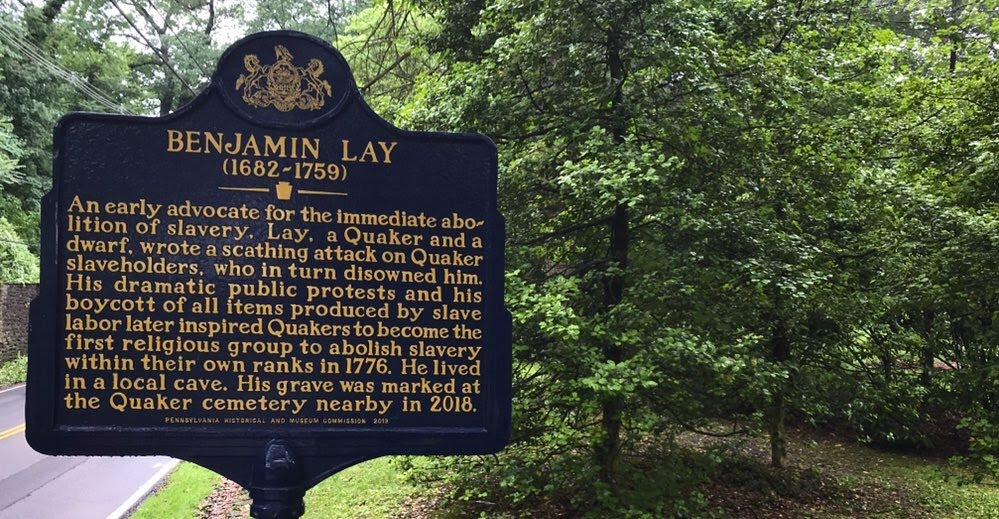
Plaque commémorative pour Benjamin Lay.

Lors de l'assemblée annuelle des quakers de Philadelphie en 1738, il vient habillé en soldat et termine sa diatribe contre l'esclavage en perçant avec une épée une Bible dans laquelle était cachée une vessie remplie d'un jus rouge-sang (composé de baies de pokeberry),.
Lay s’inspire des premiers quakers, beaucoup plus radicaux. Il est exclu de la Société religieuse des Amis à quatre reprises.
Refusant de participer à une société qu'il décrit dans ses pamphlets comme dégradée, hypocrite, tyrannique et même démoniaque, Benjamin Lay doit opter pour un mode de vie presque totalement auto-suffisant.
Benjamin Lay est mort à Abington en Pennsylvanie en 1759. Il a continué à inspirer le mouvement abolitionniste sur des générations. Au début et jusqu'au milieu du XIXe siècle, il est courant de trouver son portrait dans les maisons des quakers abolitionnistes.

## Publications

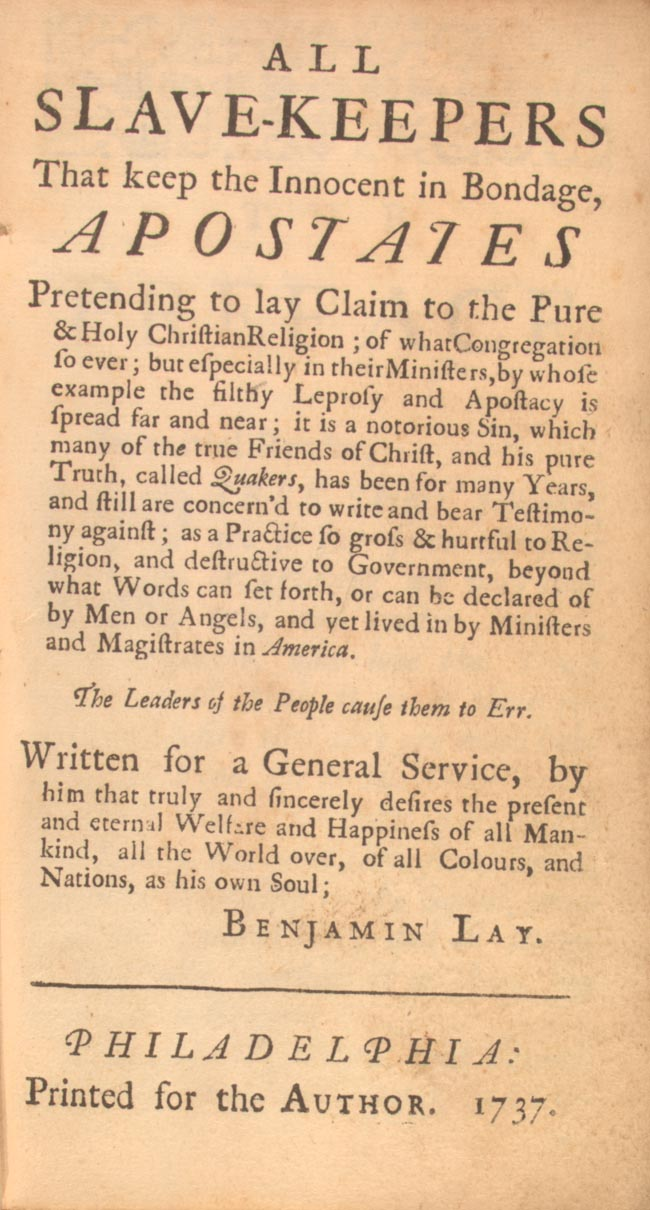
Condamnation de l'esclavage par Benjamin Lay, 1737.

Un unique livre de Lay a été publié.
- Benjamin Lay, All Slave-keepers that keep the Innocent in Bondage, Apostates, Philadelphie, 1737 (lire en ligne)

Ce livre est l’un des premiers ouvrages abolitionnistes en Amérique du Nord. Il est imprimé pour Lay par Benjamin Franklin qui, contrairement à son habitude et sentant venir les fortes réactions suscitées par ce livre, n’a pas mis son nom sur l’ouvrage.

### Sources
- (en) Cet article est partiellement ou en totalité issu de l’article de Wikipédia en anglais intitulé « Benjamin Lay » (voir la liste des auteurs).

#### En français
- « Benjamin Lay », in Louis Mayeul Chaudon : Dictionnaire universel, historique, critique et bibliographique…, Mame, 1812, Volume 19, p. 345, en ligne
- Marcus Rediker (trad. de l'anglais par Aurélien Blanchard), Un activiste des Lumières : Le destin singulier de Benjamin Lay [« The fearless Benjamin Lay »], Seuil, coll. « L'Univers historique », 2019, 288 p. (ISBN 9782021279429)
- (fr) Marie-Jeanne Rossignol, « L’anti-esclavagisme au temps des Lumières » , sur La vies des idées / collège de France, 11 juin 2020,

#### En anglais
- Benjamin Bush, « Biographical Anecdotes of Benjamin Lay », in The Annual Monitor, or, New Letter-Case and Memorandum Book, Vol. I, York, 1815
- Roberts Vaux, Memoirs of the lives of Benjamin Lay and Ralph Sandiford, two of the earliest public advocates for the emancipation of the enslaved Africans, Philadelphie, 1815 ; Londres, 1816 (lire en ligne)
- « Benjamin Lay », in The Journal of the Friends' Historical Society, Vol. XXIII, 1/2, 1926, p. 59
- Marvin Perry, « Benjamin Lay », in Alden Whitman (éd.) : American Reformers. An H. W. Wilson Biographical Dictionary, New York, 1985, p. 514-515
- « Lay, Benjamin (1677-1759) », in Pennsylvania Biographical Dictionary, Vol. I., Wilmington, 1998 (2), p. 31-33
- Paul Rosier, « Benjamin Lay », in John Garraty, Mark Carnes (éd.) : American National Biography, Vol. XIII, New York, 1999, p. 305-307
- Gil Skidmore, « Benjamin Lay. 1683-1759 », in Dear friends and bretheren. 25 short biographies of Quaker men. Reading, 2000, p. 19-21
- (en) Marcus Rediker, The fearless Benjamin Lay : the Quaker dwarf who became the first revolutionary abolitionist, Boston, MA, Beacon Press, 2017, 212 p. (ISBN 978-0-8070-3592-4, présentation en ligne)